# Sasseneire
Le Sasseneire est une montagne qui culmine à 3 253 mètres d'altitude dans les Alpes pennines et surplombe Evolène dans le canton du Valais, en Suisse. Il se situe entre les vallées d'Hérens et d'Anniviers.

## Toponymie
« Sesseneire » est composé du patois « sasse », une variation de « sex », et de « neire », « noir ». Le nom signifie ainsi « rocher noir ».

## Itinéraires d'escalade
Les itinéraires usuels pour grimper le Sasseneire partent du val de Moiry à l’est et du val d’Hérens à l’ouest. Les deux itinéraires mènent au col de Torrent qui se trouve à 2 916 m d'altitude. Le barrage au bord du lac de Moiry constitue un point de départ très pratique. Il est accessible en voiture et par bus depuis Grimentz. Il faut compter deux heures et demi de marche entre le barrage et le col de Torrent.
Du col il faut une heure pour atteindre le sommet. Il suffit de suivre la crête en direction du nord. Il n'y a de sections exposées dans aucune partie de l'itinéraire.